# Xarxa de l'Espai Profund

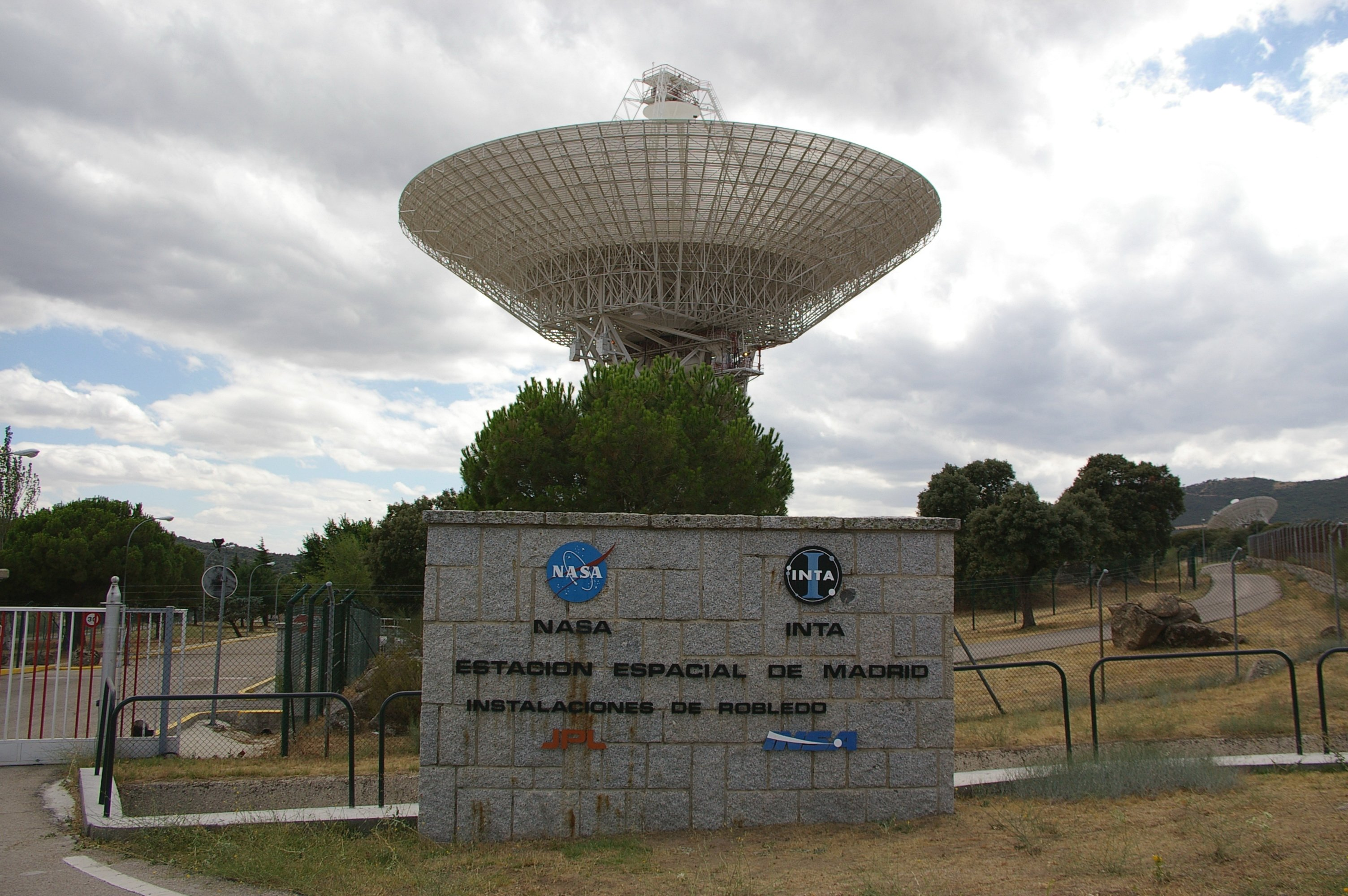
Vista del complex de Robledo de Chavela (Madrid), i la seva antena de 70 metres.

Xarxa de l'Espai Profund, o en anglès Deep Space Network (DSN) és una xarxa internacional d'antenes de ràdio que serveixen com a suport a missions interplanetàries de naus espacials, de les observacions astronòmiques de ràdio i de radar per a l'exploració del sistema solar i de l'univers. També serveix de suport a missions en òrbites terrestres. El DSN forma part del Jet Propulsion Laboratory de la NASA (JPL), de Pasadena.

## Antenes
L'antena de Canberra és una de les tres antenes parabòliques de 70 metres que forma la Xarxa de l'Espai Profund. Cadascuna d'aquestes tres antenes se situa aproximadament a un terç de la longitud de la Terra respecte a les altres dues. A part de la de Canberra, n'hi ha una altra al Desert de Mojave prop de Goldstone (Califòrnia), i una tercera, la DSS-63, situada al Madrid Deep Space Communications Complex, a Robledo de Chavela (prop de Madrid) (Espanya). D'aquesta manera, i en ser la responsable de comunicacions interespacials, s'assegura el que almenys tingui una de les antenes preparada per comunicar-se amb alguna de les naus, independentment de la posició respecte al sistema solar.